# Novgorodse Eerste Kroniek

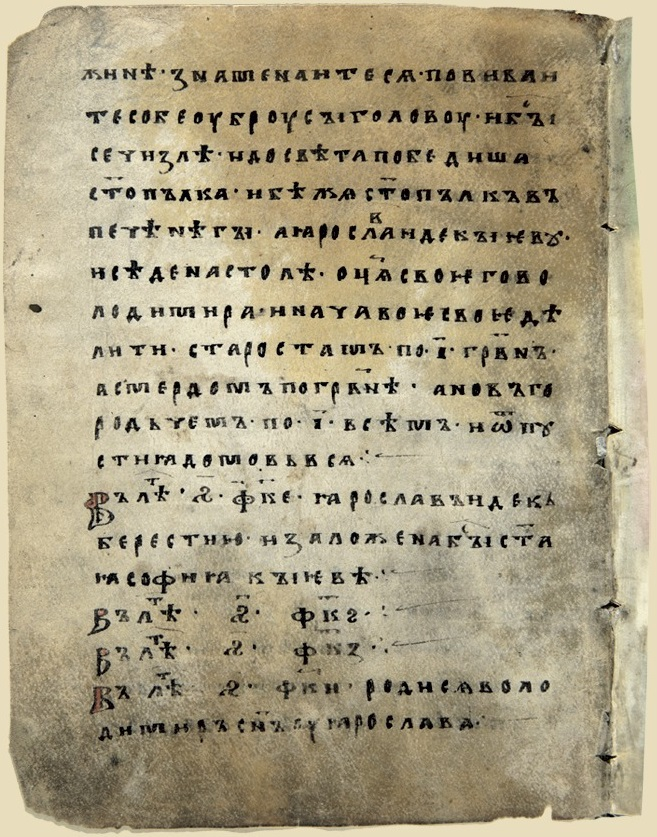
Eerste pagina van de Synodale Schriftrol van de Novgorodse Eerste Kroniek, geschreven rond 1275

De Novgorodse Eerste Kroniek (modern Russisch: Новгородская первая летопись, Novgorodskaja pervaja letopis', afgekort NPL), in het Nederlands ook wel Eerste Novgorodse Kroniek of Eerste Kroniek van Novgorod genoemd, is de oudste overgeleverde kroniek over de Republiek Novgorod en het Kievse Rijk. De tekst is geschreven in het Oudoostslavisch en wijkt significant af van de Primaire Kroniek (Nestorkroniek).
Er zijn verschillende kopieën overgeleverd in handschriften. Deze vallen uiteen in twee groepen:
- De Oudere Editie of Redactie, bestaande uit slechts één handschrift: de Synodale Schriftrol (Sinodal'nyy spisok[2]), waarvan het eerste deel (tot aan het jaar 1234) stamt uit de tweede helft van de 13e eeuw en daarmee ongeveer 100 jaar ouder is dan de Laurentiuscodex. De eerste paar bladen tot aan het jaartal 1016 zijn echter verloren gegaan en over wat daar op stond kan enkel gespeculeerd worden.[3] Het tweede deel van 1234 tot 1330 is geschreven in een handschrift van de eerste helft van de 14e eeuw. Verder zijn er op drie bladen nog wat losse toevoegingen over de jaren 1331 tot en met 1352 in verschillende handschriften.
- De Jongere Editie of Redactie, met aantekeningen vanaf het jaartal 854 tot aan 1447,[1] bestaande uit negen kopieën uit de 15e tot en met de 19e eeuw:
  - De Commissionele (Kommissionyi[2]) en Academische (Akademicheskii) Schriftrollen stammen allebei uit de jaren 1440. Deze zijn ouder dan bijvoorbeeld de Laurentiuscodex en Hypatiuscodex van de Primaire Kroniek, waaruit verschillende lemmata letterlijk zijn gekopieerd naar de Jongere Editie van de Novgorodse Eerste Kroniek die afwijken van de tekst van de Oudere Editie. Er is dus contaminatie opgetreden: de tekst van de Primaire Kroniek heeft de Jongere Editie van de Novgorodse Eerste Kroniek gedeeltelijk gecorrumpeerd. Daarom kan men er niet zeker van zijn dat de verloren gegane bladen van de Oudere Editie een identieke tekst bevatten als de tekst die bewaard is gebleven in de Jongere Editie.[4]
  - De overige zeven manuscripten zijn latere kopieën, waaronder de kopie van Tolstoj, de kopie van Philipps (Berlijnse kopie) en 1 pagina van de Troitskij-kroniek.

Oekraïens historicus Tetyana Vilkul toonde in haar proefschrift De Kroniek en de Chronograaf (2015) aan dat de Jongere Redactie van de Novgorodse Eerste Kroniek (Jongere NPL) was gecorrumpeerd door de Primaire Kroniek (PVL). Derhalve moest de tekst van de PVL wel ouder zijn, vertegenwoordigde de Jongere NPL-tekst chronografen uit de 14e of 15e eeuw en kon deze dus niet een archetype zijn voor de tekst van de PVL.